# Mercedes-Benz M 252
| Mercedes-Benz        | Mercedes-Benz             |
| -------------------- | ------------------------- |
|                      |                           |
| M 254                |                           |
| Hersteller:          | Mercedes-Benz             |
| Produktionszeitraum: | seit 2024                 |
| Funktionsprinzip:    | Otto                      |
| Bauform:             | Reihenmotor, Vierzylinder |
| Motoren:             | 1,5 Liter                 |
| Vorgängermodell:     |                           |
| Nachfolgemodell:     | keines                    |
| Ähnliche Modelle:    | M 254, M 256              |

Der M 252 ist ein Ottomotor von Mercedes-Benz. Es handelt sich um einen Vierzylinder-Turbo-Reihenmotor, der nach dem Miller-Verfahren arbeitet.  Er ist für den Quereinbau geeignet und gehört wie der M 254 und M 256 zur FAME (Family of Modular Engines)-Motorenfamilie. Hergestellt wird er bei Geely in Peking.
Der M 252 hat ein Vollaluminium-Kurbelgehäuse mit beschichteten Zylinderlaufbahnen. Er wird mit einem in das Getriebe integrierten 48-Volt-Elektromotor mit einer Leistung von 20 kW (27 PS) als Hybrid eingesetzt, erstmals 2025 in der dritten CLA-Generation. Er arbeitet mit Benzin-Direkteinspritzung und einem Variable-Turbinengeometrie-Lader. Die Verdichtung beträgt 12 : 1. Der Abgaskrümmer ist teilweise in den Zylinderkopf integriert. Die Leistung ohne Elektromotor beträgt 100, 120 oder 140 kW. Die Ölwanne besteht aus glasfaserverstärktem Kunststoff, die Masse des Motors beträgt trocken 140 kg. Das motornah durch Dreiwegekatalysator mit zwei Lambdasonden und einem Ottopartikelfilter sowie Abgastemperatursensoren gereinigte Abgas erfüllt die Anforderungen der Euro-7-Abgasnorm.